# Michael Bloomfield (album)
Michael Bloomfield è il sesto album da solista di Mike Bloomfield pubblicato dalla Takoma Records nel 1978 e prodotto da Norman Dayron.

## Tracce
Lato A
1. Guitar King – 4:10 (Brano tradizionale)
2. Knockin' Myself Out – 4:05 (Lilian "Lil" Green)
3. My Children, My Children – 4:35 (Mike Bloomfield)
4. Women Loving Each Other – 6:12 (Mike Bloomfield)

Lato B
1. Sloppy Drunk – 5:58 (Brano tradizionale)
2. You Took My Money – 3:58 (Brano tradizionale)
3. See That My Grave Is Kept Clean – 4:50 (A.P. Carter, Mother Maybelle Carter, Sara Carter)
4. The Gospel Truth – 4:00 (Norman Dayron)

## Musicisti
- Mike Bloomfield - voce (brani 2, 3, 4, 5, 6 & 7)
- Mike Bloomfield - chitarra (brani 1, 2, 3, 4, 5, 6, 7 & 8)
- Mike Bloomfield - pianoforte (brani 1, 2, 3, 7 & 8)
- Mike Bloomfield - accordion (brano 7)
- Mike Bloomfield - tipple (brano 7)
- Mike Bloomfield - moog (brano 8)
- Mike Bloomfield - organo (brano 8)
- Mike Bloomfield - banjo dodici corde (brani 2 & 6)
- Mike Bloomfield - basso (brano 8)
- Ira Kamin -           pianoforte (brano 4 & 5)
- Kraig Kilby -         trombone
- David Shorey -        basso (brani 2, 3, 6 & 7)
- David Shorey -        accompagnamento vocale (brani 2 & 3)
- Douglas Kilmer -      basso (brani 4 & 5)
- Bob Jones -           batteria (brani 1, 2, 3, 4, 5, 6, 7 & 8)
- Bob Jones -           tamburello (brano 3)
- Bob Jones -           accompagnamento vocale (brano 3)